# Истребительная авиационная дивизия ПВО

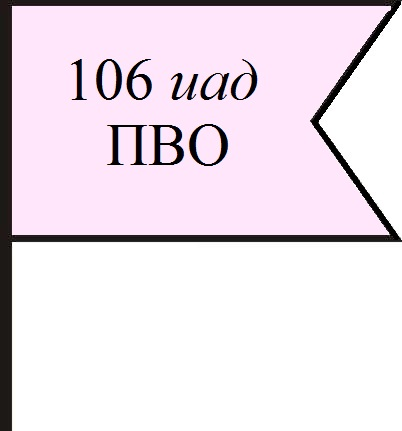
Условный знак истребительной авиационной дивизии ПВО на рабочих документах военнослужащих ВС СССР.

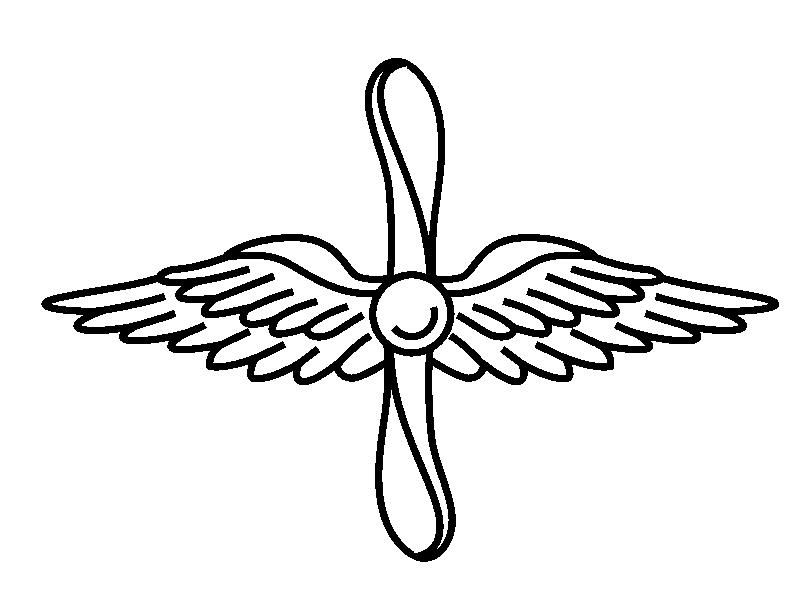
Знак — эмблема на петлицы родов войск и служб ВС СССР: Военно-Воздушные Силы, введена приказом НКО СССР № 33, от 10 марта 1936 года (исправлениями и дополнениями, введёнными приказами НКО СССР № 165, от 31 августа 1936 года, № 93 от 30 марта, № 121 от 12 апреля 1942 года, № 25 от 15 января и № 310 от 12 ноября 1943 года.

Истребительная авиационная дивизия противовоздушной обороны — авиационное оперативно-тактическое формирование (соединение, дивизия) авиации войск противовоздушной обороны (ВПВО), состоящее из управления (штаба), частей и подразделений вооружённых сил государства.
В литературе встречаются также наименования — Авиационная дивизия противовоздушной обороны (Авиационная дивизия ПВО, Авиадивизия ПВО).
Сокращённое наименование — иад ПВО (иадпво).

## Назначение дивизии
Истребительная авиационная дивизия ПВО предназначена для борьбы с воздушным противником и решения боевых задач во взаимодействии с соединениями других родов Войск ПВО или самостоятельно.

## Состав дивизии
Истребительная авиационная дивизия ПВО имела в своем составе:
- управление;
- от 2-х до 5-ти истребительных авиационных полков;
- части и подразделения обеспечения и обслуживания.

## Выполнение задач
Свои задачи истребительная авиационная дивизия ПВО выполняла в назначенном районе боевых действий (дивизионном районе ПВО).

## Способы ведения боевых действий
Задачи по ПВО объектов страны истребительная авиационная дивизия ПВО выполняла:
- патрулированием в воздухе;
- дежурством на аэродромах с последующим выходом на перехват;
- дежурством в воздухе с последующим выходом на перехват;
- свободной охотой;
- осуществлением штурмовых действий по войскам и аэродромам противника;
- разведывательными полётами;
- сопровождением тактических групп авиации в воздухе;
- другими способами.

## История
Первые истребительные авиационные дивизии ПВО в войска ПВО переданы из ВВС в январе 1942 года, а уже к концу 1942 года таких соединений было 17 (всего 64 полка).
Накануне войны приказом НКО СССР и директивой Генерального штаба Красной армии от 21 июня 1941 года управления авиационных дивизий ПВО были обращены на формирование авиационных корпусов ПВО:
- 24-я истребительная авиационная дивизия ПВО и 78-я истребительная авиационная дивизия ПВО на формирование 6-го истребительного авиационного корпуса ПВО для прикрытия Москвы;
- 3-я истребительная авиационная дивизия ПВО и 54-я истребительная авиационная дивизия ПВО на формирование 7-го истребительного авиационного корпуса ПВО для прикрытия Ленинграда;
- 27-я истребительная авиационная дивизия ПВО и 71-я истребительная авиационная дивизия ПВО на формирование 8-го истребительного авиационного корпуса ПВО для прикрытия Баку и нефтеносных районов;

## Формирования
К концу Великой Отечественной войны в составе Войск ПВО имелось двадцать четыре истребительных авиационных дивизии ПВО. Всего же за годы войны таких дивизий было двадцать семь:
| 2-я гвардейская истребительная авиационная дивизия ПВО (преобразована из 102 иад ПВО) | 36-я истребительная авиационная дивизия ПВО  |
| 101-я истребительная авиационная дивизия ПВО                                          | 102-я истребительная авиационная дивизия ПВО |
| 104-я истребительная авиационная дивизия ПВО                                          | 105-я истребительная авиационная дивизия ПВО |
| 106-я истребительная авиационная дивизия ПВО                                          | 122-я истребительная авиационная дивизия ПВО |
| 123-я истребительная авиационная дивизия ПВО                                          | 124-я истребительная авиационная дивизия ПВО |
| 125-я истребительная авиационная дивизия ПВО                                          | 126-я истребительная авиационная дивизия ПВО |
| 141-я истребительная авиационная дивизия ПВО                                          | 142-я истребительная авиационная дивизия ПВО |
| 144-я истребительная авиационная дивизия ПВО                                          | 147-я истребительная авиационная дивизия ПВО |
| 148-я истребительная авиационная дивизия ПВО                                          | 298-я истребительная авиационная дивизия ПВО |
| 310-я истребительная авиационная дивизия ПВО                                          | 317-я истребительная авиационная дивизия ПВО |
| 318-я истребительная авиационная дивизия ПВО                                          | 319-я истребительная авиационная дивизия ПВО |
| 320-я истребительная авиационная дивизия ПВО                                          | 328-я истребительная авиационная дивизия ПВО |